# Pârâul Mare, Hodoș
Pârâul Mare este un curs de apă, afluent al râului Hodoș în județul Harghita.  

## Hărți
- Harta județului Harghita